# Заниц
За́ниц (нем. Sanitz) — община в Германии, в земле Мекленбург-Передняя Померания.
Входит в состав района Бад-Доберан. Население составляет 5780 человек (на 31 декабря 2010 года). Занимает площадь 82,37 км².

## Известные личности
- Фридрих фон Флотов (1812—1883), немецкий композитор — родился в Тойтендорфе (ныне в составе Заница)